# Beaulon
Beaulon település Franciaországban, Allier megyében. Lakosainak száma 1640 fő (2022. január 1.). Beaulon Chevagnes, Dompierre-sur-Besbre, Garnat-sur-Engièvre, Paray-le-Frésil, Thiel-sur-Acolin, Bourbon-Lancy és Saint-Aubin-sur-Loire községekkel határos.

## Népesség
A település népességének változása:
| Lakosok száma | 1738 | 1768 | 1744 | 1600 | 1661 | 1680 | 1651 | 1640 | 1628 | 1640 |
|               | 1968 | 1982 | 1990 | 2006 | 2013 | 2015 | 2017 | 2019 | 2020 | 2022 |